# Torso, efecto de sol
Torso, efecto de sol (en francés: Torse, effet de soleil) es un cuadro del pintor francés Pierre-Auguste Renoir, realizado en 1875 y conservado en el museo de Orsay de París.

## Descripción
La obra fue exhibida por primera vez al público en 1876, con motivo de la segunda exposición impresionista. El lienzo provocó escándalo debido al crudo verismo del trabajo pictórico: particularmente mordaz fue la crítica de Albert Wolff, quien escribió en Le Figaro:

Busquen explicar al señor Renoir que el torso no es una masa de carne en estado de descomposición, con aquellas manchas verdes, violáceas, que denotan el estado de completa putrefacción de un cadáver.

Torso, efecto de sol es particularmente interesante, ya que Renoir muestra que ha asimilado e interiorizado la lección impresionista de la luz y del color. La presuposición científica en la que se basa el lienzo es que un cuerpo no brilla solo con su propia luz reflejada, sino también con la luz que se filtra a través de los objetos circundantes, que por lo tanto determinan oportunamente los valores cromáticos. Renoir traduce este fenómeno en el lienzo eligiendo representar el torso de una joven bañista de nombre Anna que, para protegerse del sol abrasador, se sumerge en una naturaleza verde y exuberante. Aparte, se trata de una elección figurativa coherente con la poesía de Renoir, inspirado por las Venus del arte clásico, más inclinada a priorizar la figura humana que el paisaje.
La opulenta tez de la chica es el pretexto para que Renoir investigue la identidad material entre el color, los cuerpos y los efectos generados por la plasticidad de la luz. Se ve, de hecho, cómo la luz solar altera los colores locales de la epidermis de la joven. Donde su tez es alumbrada directamente por la luz solar, adquiere los tonos rosados habituales; sin embargo, si la luz se imprime en la piel de la chica y primero debe penetrar a través del follaje, actúa como un filtro; entonces aquí se crean parches que ya no son rosados, sino en su mayor parte verdes. Con esta revolucionaria técnica, además, Renoir pudo contener la pérdida de luz reflejada y dar vida a una imagen que devuelve la misma intensidad visual que se obtiene con una percepción directa de la realidad.